# 上道王
上道王（かみつみちおう/かみつみちのおおきみ、生年不詳 - 神亀4年4月3日（727年4月28日））は、奈良時代の皇族。知太政官事・穂積親王の子。位階は従四位下。

## 経歴
和銅5年（712年）二世王の蔭位を受け、無位から従四位下に直叙される。その後、『六国史』に叙位任官の記録はなく、神亀4年（727年）4月3日卒去。最終官位は散位従四位下。

## 系譜
- 父：穂積親王
- 母：不詳
- 妻：不詳
  - 女子：広河女王[1]